# Paul Douliez
Polydore "Paul" Douliez (Hasselt, 4 april 1905 - Stuttgart, 13 januari 1989) was een Vlaams componist, pianist, dirigent en auteur.

## Levensloop
Na zijn opleiding was Paul Douliez dirigent en pianist bij het omroeporkest van het Nationaal Instituut voor de Radio-omroep. Tijdens de Tweede Wereldoorlog was hij een actief lid van de Schutzstaffel en Waffen-SS. Hij werd onder andere uitgezonden als oorlogsverslaggever bij de SS-Kriegsberichter-Kompanie aan het Oostfront, waarvoor hij een IJzeren Kruis uitgereikt heeft gekregen. Per 1 januari 1944 volgde Douliez directeur Wies Moens op bij de Nederlandstalige radiozender Zender Brussel, een propagandakanaal voor het nationaalsocialistische gedachtegoed in België.
Tijdens de bevrijding van België volgde Paul Douliez het terugtrekkende Duitse leger naar de Heimat. Bij verstek werd hij veroordeeld tot de doodstraf en het betalen van een schadevergoeding van 500.000 Belgische frank. Na de oorlog bleef hij in Duitsland en Nederland actief in het maken en dirigeren van muziek. Ook schreef hij diverse biografieën over grote musici.
Paul Douliez was getrouwd met Hélène Van Herck, actrice bij de Koninklijke Nederlandse Schouwburg, en was de vader van film- en toneelactrice en regisseuse Ivonne Lex, geboren als Yvonne Douliez. Hij overleed in Stuttgart op 83-jarige leeftijd.